# Peckhamia
Peckhamia is een geslacht van spinnen uit de familie springspinnen (Salticidae).

## Soorten
De volgende soorten zijn bij het geslacht ingedeeld:
- Peckhamia americana (Peckham & Peckham, 1892)
- Peckhamia argentinensis Galiano, 1986
- Peckhamia picata (Hentz, 1846)
- Peckhamia prescotti Chickering, 1946
- Peckhamia scorpionia (Hentz, 1846)
- Peckhamia seminola Gertsch, 1936
- Peckhamia soesilae Makhan, 2006
- Peckhamia variegata (F. O. P.-Cambridge, 1900)